# BTR-94
BTR-94（ウクライナ語：БТР-94ベーテーエール・デヴィヤノースト・チョトィールィ）は、ウクライナで開発された装甲兵員輸送車（бронетранспортер）である。

## 概要
BTR-94は、ソ連時代から使用されてきたBTR-60/70/80シリーズを代替する目的で開発された。車体はBTR-80と同一のものが利用されたが、BTR-80に搭載されたものより大型の銃塔が搭載され、そこに23 mm連装対空機関砲ZU-23-2を装備した。また、補助兵装として7.62mmPKT機銃も搭載している。乗員のほか兵員8名を搭載でき、ウォータージェットを撤去するとさらに2名を搭載できる。
これに加え、車上には索敵レーダーを搭載しており、地上の目標では20km、上空の目標では30km先のものを探知できる。
祖先となったGAZのBTRシリーズ同様、水上航行能力も備えるため、上陸戦に用いることもできる。
製造はハルキウのV・O・マールィシェウ記念工場で行われている。販売はウクライナ国営企業のウクル・スペッツ・エクスポルト社によって行われており、1999年にはヨルダンへ販売が行われた。2000年にはヨルダンとの合弁会社設立の交渉が行われた。イラク戦争後の2004年には、ヨルダンへ販売された車輌がイラク治安部隊用に供与された。
BTR-94は低価格であり、また世界中で長年にわたって使用されているBTRシリーズと同じ車体構造を持っているため使いやすくウクライナでは今後も大きな需要を期待しているが、商業上の失敗を犯し企業は損害を被っている。
一方、ウクライナでは従来のBTRシリーズの直系の発展型であるBTR-94の他に、まったく新たに開発したBTR-3UやBTR-4を完成しており、今後はそれらの車輌の配備も進める予定である。加えて、ウクライナ軍はロシア連邦からGAZ製のBTR-90も導入しており、今後どの車輌が主力となっていくのか現段階では未確定である。

## 運用国
- ヨルダン - 50両を発注[1]。アメリカ製のHF及びVHF無線機を装備している[1]。
- イラク